# Free State Stadion
Free State Stadion, poznat i kao Vodacom Park je stadion u Bloemfonteinu, gradu u Južnoafričkoj Republici. Izgrađen je 1952. Kapaciteta je 48 000 sjedećih mjesta. Na njemu će se 2010. odigrati neke utakmice Svjetskoga nogometnoga prvenstva koje se te godine održava u Južnoafričkoj Republici.